# Melinda Nadj Abonji
Melinda Nadj Abonji, Melinda Nagy Abonyi/Melinda Nađ Abonji, (Bečej, Yugoslavia actual Serbia, 22 de junio de 1968) es una escritora y música ugro-suiza.

## Biografía
Nació en una familia de la minoría húngara de Voivodina y se crio con su abuela hasta que se reunió con sus padres en Küsnacht a los seis años. 
Estudió en la Universidad de Zúrich.
Fue galardonada con los premios Deutscher Buchpreis y Prix suisse du libre en 2010 por su novela Las palomas emprenden el vuelo.

Es miembro de la asociación de Autoras y Autores de Suiza.

## Obra
- Im Schaufenster im Frühling, 2004
- Tauben fliegen auf,  2010
- Schildkrötensoldat, 2017